# Flaux
Flaux är en kommun i departementet Gard i regionen Occitanien i södra Frankrike. Kommunen ligger i kantonen Uzès som tillhör arrondissementet Nîmes. År 2022 hade Flaux 338 invånare.

## Befolkningsutveckling
Antalet invånare i kommunen Flaux
Referens:INSEE